# 森満喜子
森 満喜子（もり まきこ、1924年5月18日 - 2000年10月）は、医師、沖田総司研究家、歴史作家。本名、大場満喜。
神奈川県横浜市生まれ。1945年大阪女子高等医学専門学校（現・関西医科大学）卒。2年生の夏休みに父の任地の函館に帰省したとき、大映映画「維新の曲」を見て、南条新太郎扮する沖田総司に魅せられる。終戦後まもなく医専を卒業してすぐに結核療養所に勤務。1947年、父の仕事の関係で大牟田に転居、1948年から1976年まで大牟田保健所に勤務。1981年上京、葛飾赤十字血液センターに勤務。その間、医師として結核を担当しつつ沖田総司に関する著作を上梓。

## 著書
- 『沖田総司哀歌』新人物往来社 1972。全国書誌番号:75015437、NCID BN05027826。
- 『沖田総司抄』新人物往来社 1973。全国書誌番号:75017155、NCID BA35638816。
- 『沖田総司幻歌』新人物往来社 1974。全国書誌番号:75017990、OCLC 672783848。
- 『定本 沖田総司―おもかげ抄』新人物往来社 1975。全国書誌番号:73012275、NCID BA36466975。
- 『沖田総司落花抄』新人物往来社 1977。全国書誌番号:77030780、NCID BA35643102。
- 『小説 沖田総司』新人物往来社 1978。全国書誌番号:78021751、NCID BA41236486。
- 『遥かなる沖田総司』新人物往来社 1979。全国書誌番号:79033415、OCLC 672661871。
- 『新選組青春譜―勇と歳三と総司と』新人物往来社 1994。ISBN 4404021003

共著
- 『新選組覚え書』小野圭次郎、篠原泰之進、西村兼文共著 新人物往来社 1972。全国書誌番号:73005544、NCID BN02399187。
- 『新選組隊士列伝』新人物往来社編 新人物往来社 1972。全国書誌番号:73003334
- 『沖田総司の世界』新人物往来社編 新人物往来社 1974。全国書誌番号:73007124
- 『幕末のおんな』新人物往来社編 新人物往来社 1974。全国書誌番号:73007015
- 『沖田総司読本』新人物往来社編 新人物往来社 1990。ISBN 440401760X